# Sweetness & Lightning
Sweetness & Lightning (甘々と稲妻?, Amaama to inazuma, lett. "Dolcezza e fulmini") è un manga scritto e disegnato da Gido Amagakure, serializzato su good! Afternoon dal 7 febbraio 2013 al 7 dicembre 2018. Un adattamento anime, prodotto da TMS Entertainment, è stato trasmesso in Giappone tra il 4 luglio e il 19 settembre 2016.

## Trama
L'insegnante Kōhei Inuzuka cresce da solo sua figlia Tsumugi sin dalla morte della moglie. Pur essendo molto apprensivo nei suoi confronti, Kōhei è stato a lungo incapace di prepararle dei piatti caldi facendo affidamento su cibi precotti. Dopo un incontro fortuito con una delle sue studentesse di nome Kotori Iida, egli troverà però la determinazione per cambiare vita e assicurare a sua figlia piatti sani e sempre meglio ben fatti.

## Personaggi
Kōhei Inuzuka (犬塚 公平?, Inuzuka Kōhei)
Doppiato da: Yūichi Nakamura
Tsumugi Inuzuka (犬塚 つむぎ?, Inuzuka Tsumugi)
Doppiata da: Rina Endō
Kotori Iida (飯田 小鳥?, Iida Kotori)
Doppiata da: Saori Hayami
Shinobu Kojika (小鹿 しのぶ?, Kojika Shinobu)
Doppiata da: Haruka Tomatsu
Yūsuke Yagi (八木 祐介?, Yagi Yūsuke)
Doppiato da: Tomokazu Seki

## Media

### Manga
Il manga, scritto e disegnato da Gido Amagakure, è stato serializzato sulla rivista good! Afternoon di Kōdansha dal 7 febbraio 2013 al 7 dicembre 2018. Il primo volume tankōbon è stato pubblicato il 6 settembre 2013 e ne sono stati messi in vendita in tutto dodici. La serie è stata resa disponibile in lingua inglese da Crunchyroll ed è stata acquistata negli Stati Uniti da Kodansha Comics USA.

#### Volumi
| Nº | Data di prima pubblicazione                               | Data di prima pubblicazione                                                 | Data di prima pubblicazione |
| Nº | Giapponese                                                | Giapponese                                                                  |                             |
| -- | --------------------------------------------------------- | --------------------------------------------------------------------------- | --------------------------- |
| 1  | 6 settembre 2013                                          | ISBN 978-4-06-387917-9                                                      |                             |
| 2  | 7 marzo 2014                                              | ISBN 978-4-06-387963-6                                                      |                             |
| 3  | 5 settembre 2014                                          | ISBN 978-4-06-387994-0                                                      |                             |
| 4  | 6 marzo 2015                                              | ISBN 978-4-06-388036-6                                                      |                             |
| 5  | 7 settembre 2015                                          | ISBN 978-4-06-388078-6                                                      |                             |
| 6  | 7 marzo 2016                                              | ISBN 978-4-06-388126-4                                                      |                             |
| 7  | 7 luglio 2016 (ed. regolare) 5 luglio 2016 (ed. limitata) | ISBN 978-4-06-388150-9 (ed. regolare) ISBN 978-4-06-362331-4 (ed. limitata) |                             |
| 8  | 6 gennaio 2017                                            | ISBN 978-4-06-388229-2                                                      |                             |
| 9  | 7 luglio 2017 (ed. regolare & speciale)                   | ISBN 978-4-06-388274-2 (ed. regolare) ISBN 978-4-06-362372-7 (ed. speciale) |                             |
| 10 | 5 gennaio 2018 (ed. regolare & speciale)                  | ISBN 978-4-06-510717-1 (ed. regolare) ISBN 978-4-06-511016-4 (ed. speciale) |                             |
| 11 | 6 luglio 2018                                             | ISBN 978-4-06-512069-9                                                      |                             |
| 12 | 7 febbraio 2019                                           | ISBN 978-4-06-514498-5 (ed. regolare) ISBN 978-4-06-514743-6 (ed. limitata) |                             |

### Anime
Annunciato il 7 marzo 2015 sul good! Afternoon di Kōdansha, un adattamento anime, prodotto da TMS Entertainment e diretto da Tarō Iwasaki, è andato in onda dal 4 luglio al 19 settembre 2016. Le sigle di apertura e chiusura sono rispettivamente Harebare fanfare (晴レ晴レファンファーレ?, Harebare fanfāre) di Mimi Meme MIMI e Maybe dei Brian the Sun. In varie parti del mondo gli episodi sono stati trasmessi in streaming in simulcast, anche coi sottotitoli in lingua italiana, da Crunchyroll.

#### Episodi
| Nº | Titolo italiano Giapponese 「Kanji」 - Rōmaji                                                                                         | In onda           | In onda |
| Nº | Titolo italiano Giapponese 「Kanji」 - Rōmaji                                                                                         | Giapponese        |         |
| 1  | Uniformi e donabe gohan 「制服とどなべごはん」 - Seifuku to donabe gohan                                                              | 4 luglio 2016     |         |
| 2  | Zuppa di maiale e luci 「豚汁とみせあかり」 - Tonjiru to mise akari                                                                   | 11 luglio 2016    |         |
| 3  | Tsumugi e l'hamburger tanto atteso 「つむぎとおまたせのハンバーグ」 - Tsumugi to omatase no hanbāgu                                   | 18 luglio 2016    |         |
| 4  | Le verdure tanto odiate e i bocconcini gratinati 「きらいな野菜とコロコログラタン」 - Kirai na yasai to korokoro guratan              | 25 luglio 2016    |         |
| 5  | Giorno di vacanza e ciambelle speciali 「お休みの日のとくべつドーナッツ」 - Oyasumi no hi no tokubetsu dōnattsu                       | 1º agosto 2016    |         |
| 6  | Amici e un gyoza-party 「おともだちとギョーザパーティー」 - Otomodachi to gyōza pātī                                                  | 8 agosto 2016     |         |
| 7  | I gohei mochi e la grande avventura 「五平餅とだいぼうけん」 - Gohei mochi to daibōken                                                | 15 agosto 2016    |         |
| 8  | La zuppa di calamari e taro buona anche il giorno dopo 「明日もおいしいイカと里芋の煮物」 - Ashita mo oishii ika to satoimo no nimono | 22 agosto 2016    |         |
| 9  | Il nostro curry fatto in casa 「うちのおうちカレー」 - Uchi no ouchi karē                                                             | 29 agosto 2016    |         |
| 10 | Vacanze estive, un gattino e aji 「夏休みとねことアジ」 - Natsuyasumi to neko to aji                                                  | 5 settembre 2016  |         |
| 11 | La recita e le crêpe di patate dolci 「おゆうぎ会とさつまいもクレープ」 - Oyūgikai to satsumaimo kurēpu                               | 12 settembre 2016 |         |
| 12 | Un okonomiyaki pieno di affetto 「あいじょーたっぷりお好み焼き」 - Aijō tappuri okonomiyaki                                           | 19 settembre 2016 |         |